# Berliet CBM
Der Berliet CBM war das Fahrgestell für einen schweren französischen Lastkraftwagen aus den 1920er Jahren.

## Geschichte, Technik
Die allgemeine Betriebserlaubnis für den Berliet CBM wurde im Januar 1924 erteilt, ab diesem Zeitpunkt wurde das Fahrzeug in unbekannter Anzahl gebaut.
Der aus dem Berliet CBA bekannte wassergekühlte Vierzylindermotor hatte eine Bohrung von 110 und einen Hub von 140 mm, also einen Hubraum von 5322 cm³ und gab seine nicht genannte Höchstleistung bei 1200/min ab. Steuerlich war das Fahrzeug mit 20 Steuer-PS eingestuft. Das Getriebe hatte vier Vorwärtsgänge, dazu einen Rückwärtsgang. Das Gewicht des Fahrgestells wird mit 5490 kg angegeben, die Nutzlast mit 7 Tonnen. Der Antrieb auf die Hinterachse erfolgte über Ketten.